# Хюстън (окръг, Алабама)
Окръг Хюстън (на английски: Houston County) е окръг в щата Алабама, Съединени американски щати. Площта му е 1507 km², а населението – 107 202 души (1 април 2020). Административен център е град Доудън.